# خلیل حریری طلوع
خلیل حریری طلوع  از سیاستمداران ایرانی بود، که در دوره‌ یازدهم بعنوان نماینده تهران در مجلس شورای ملی حضور داشت.